# Rivière Bernabé
Pour les articles homonymes, voir Bernabé.
La rivière Bernabé est un affluent de la rivière Péribonka, coulant dans le territoire non organisé de Passes-Dangereuses (MRC Maria-Chapdelaine), dans la région administrative du Saguenay-Lac-Saint-Jean, au Québec, au Canada. La partie supérieure du cours de la rivière traverse le zec des Passes.
La foresterie constitue la principale activité économique du secteur ; les activités récréotouristiques, en second.
Plusieurs routes forestières desservent la vallée de la rivière Bernabé, surtout pour les besoins de la foresterie et des activités récréotouristiques,.
La surface de la rivière Bernabé habituellement gelée de la fin novembre au début avril, toutefois la circulation sécuritaire sur la glace se fait généralement de la mi-décembre à la fin mars.

## Géographie
Les principaux bassins versants voisins de la rivière Bernabé sont :
- côté nord : lac Bernabé, rivière Alex, rivière des Épinettes Noires, rivière Péribonka ;
- côté est : lac du Banc de Sable, rivière Brûlée, rivière Péribonka, lac Tchitogama ;
- côté sud : rivière Belley, rivière aux Sables, rivière Péribonka, rivière Saguenay, rivière des Habitants ;
- côté ouest : lac Bernabé, rivière à Michel, rivière Alex, rivière Épiphane[2].

La rivière Bernabé prend sa source à l’embouchure du lac Bernabé (longueur : 4,1 km ; altitude : 207 m). Cette source est située à :
- 14,7 km au nord-ouest de l’embouchure de la rivière Bernabé ;
- 12,0 km à l'est de l’embouchure de la rivière Brûlée ;
- 38,6 km au nord-est de l’embouchure de la rivière Péribonka (confluence avec le lac Saint-Jean) ;
- 6,7 km à l'est du cours de la rivière Alex.

À partir de sa source (lac Bernabé), le cours de la rivière Bernabé descend sur 26 km entièrement en zones forestières et plus ou moins en parallèle à la rivière du Banc de Sable située à l’est, selon les segments suivants :
- 7,5 km vers le sud-est, jusqu’à une décharge (venant du nord) d’un lac non identifié ;
- 0,8 km vers le sud-est, jusqu’à une décharge (venant du sud-est) d’un ensemble de lacs dont le lac à l’Ours ;
- 3,0 km vers l’est en formant de petits serpentins, jusqu’à un ruisseau (venant du nord) lequel draine quelques lacs ;
- 3,0 km vers le sud-est, presque en formant de petits serpentins, jusqu’à la décharge (venant du nord-ouest) d’un ensemble de petits lacs ;
- 7,2 km vers le sud-est en formant une boucle vers le nord-est en début de segment, jusqu'à l'embouchure de la rivière[2].

L'embouchure de la rivière Bernabé se déverse presque au fond d’une baie d’une longueur de 3,6 km de la rive ouest de la rivière Péribonka ; l’entrée de cette baie fait face à un coude de rivière, désigné Baie de Foin. La confluence de la rivière Bernabé avec cette baie est située à :
- 43,9 km au nord-est de l’embouchure de la rivière Péribonka (confluence avec le lac Saint-Jean ;
- 29,0 km au nord-est de l’embouchure du lac Saint-Jean (confluence avec la Grande Décharge) ;
- 30,9 km au nord du centre-ville d’Alma ;
- 53,7 km au nord-ouest du centre-ville de Saguenay ;
- 151,1 km au nord-ouest de l’embouchure de la rivière Saguenay[2].

À partir de l’embouchure de la rivière Bernabé, le courant traverse la baie sur 4,0 km vers le sud-est, puis descend vers le sud-ouest le cours de la rivière Péribonka. À l’embouchure de cette dernière, le courant traverse le lac Saint-Jean sur 29,3 km vers l'est, puis emprunte le cours de la rivière Saguenay sur 155 km vers l'est jusqu'à la hauteur de Tadoussac où il conflue avec le fleuve Saint-Laurent.

## Toponymie
Le terme « Bernabé » constitue un prénom et un patronyme de famille d’origine française.
Le toponyme « Rivière Bernabé » a été officialisé le 5 décembre 1968 à la Banque des noms de lieux de la Commission de toponymie du Québec.